# Capillibates stagaardi
Capillibates stagaardi är en kvalsterart som beskrevs av Hammer 1966. Capillibates stagaardi ingår i släktet Capillibates och familjen Ameronothridae. Inga underarter finns listade.